# Freddy el millonario
Freddy el millonario ist das neunte Studioalbum des österreichischen Schlagersängers Freddy Quinn, das 1964 im Musiklabel Polydor (Nummer 20 010) in Mexiko erschien. Es konnte sich nicht in den deutschen Albumcharts platzieren. Singleauskopplungen wurden keine produziert.

## Titelliste
Das Album beinhaltet folgende zwölf Titel:
- Seite 1

1. La Guitarra Y El Mar
2. Rosalia
3. Einmal In Tampico
4. Hijo Vuelve Pronto
5. La Guitarra Brasiliana
6. Wer das vergisst

- Seite 2

1. La Paloma
2. Melodie der Nacht
3. Unter fremden Sternen
4. La Salsa Del Amor
5. So viel Träume
6. Wann kommt das Glück auch zu mir